# Kölukök
Der Kölukök (kirgisisch Көлукөк oder Көл-Укөк) ist ein Bergsee im Oblus Naryn in Kirgisistan (Zentralasien).
Der Kölukök befindet sich etwa 20 km südsüdöstlich vom Verwaltungszentrum Kotschkor in den westlichen Ausläufern des Terskej-Alataus. Der etwa 2,5 km lange See mit SSO-NNW-Ausrichtung hat eine Fläche von 1,22 km² und liegt auf einer Höhe von 1970 m. Der Ukök, Abfluss des Sees, fließt anfangs in nordwestlicher, später in nördlicher Richtung durch das Bergland, bevor er eine Hochebene erreicht, die Stadt Kotschkor durchfließt und rechtsseitig in den Tschüi mündet.